# Byki z Bordeaux

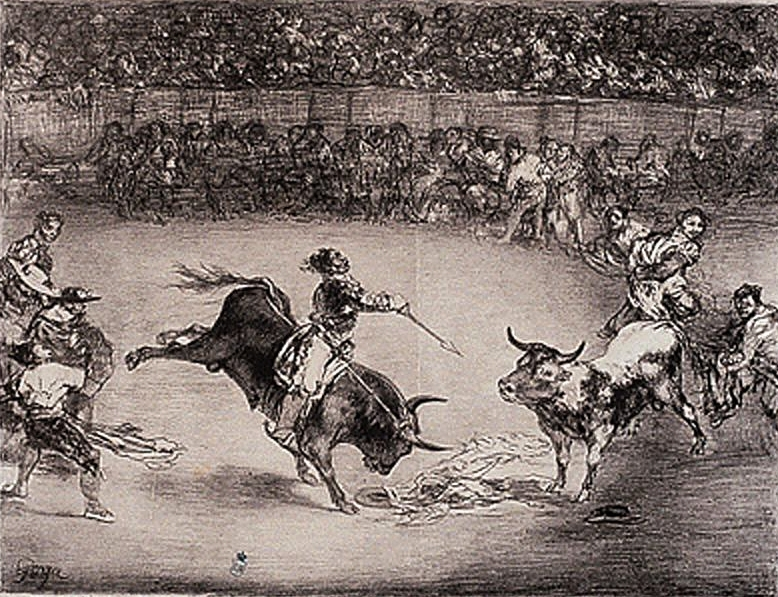
Sławny Mariano Ceballos z Ameryki

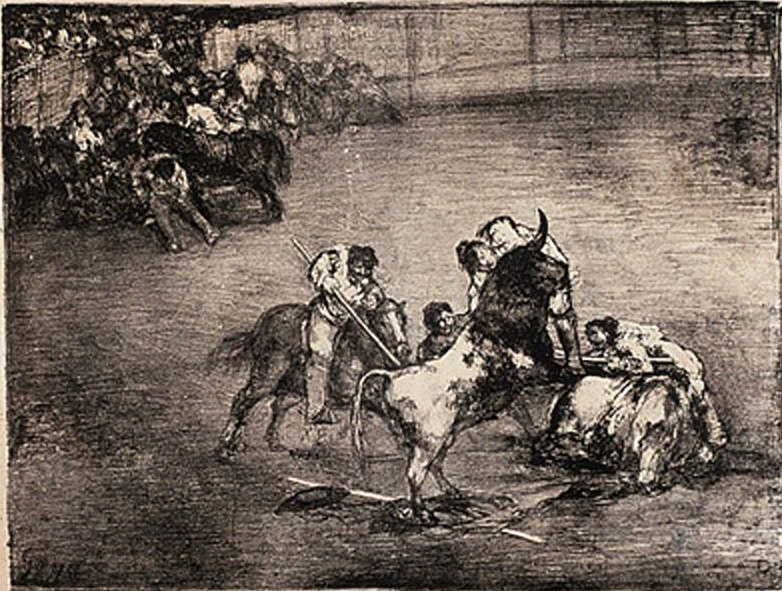
Rozwścieczony byk

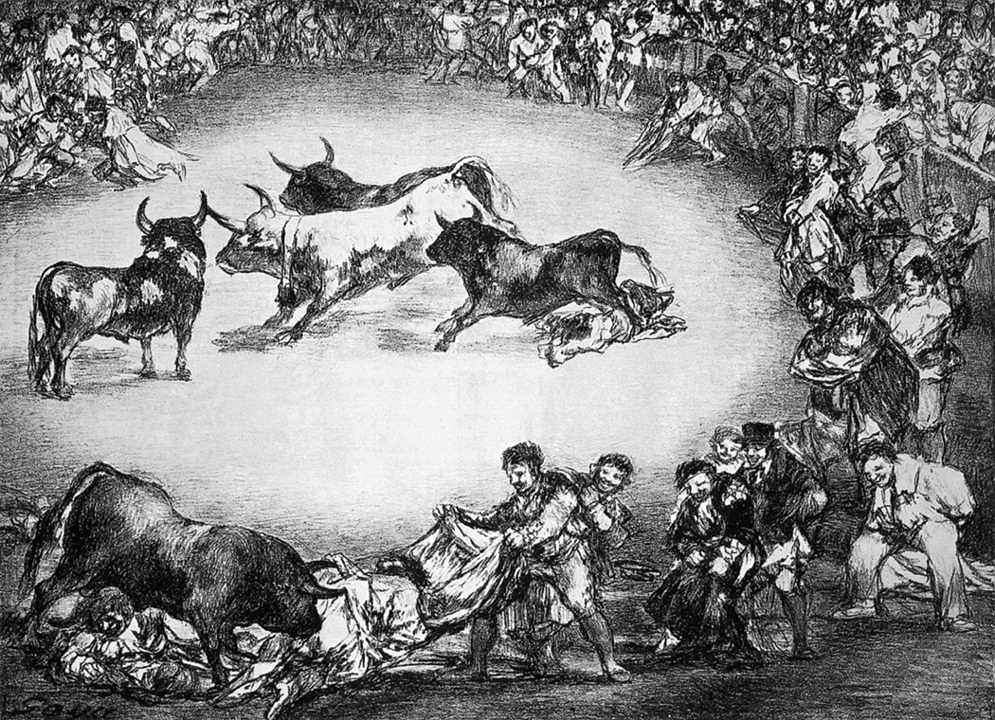
Hiszpańskie zabawy

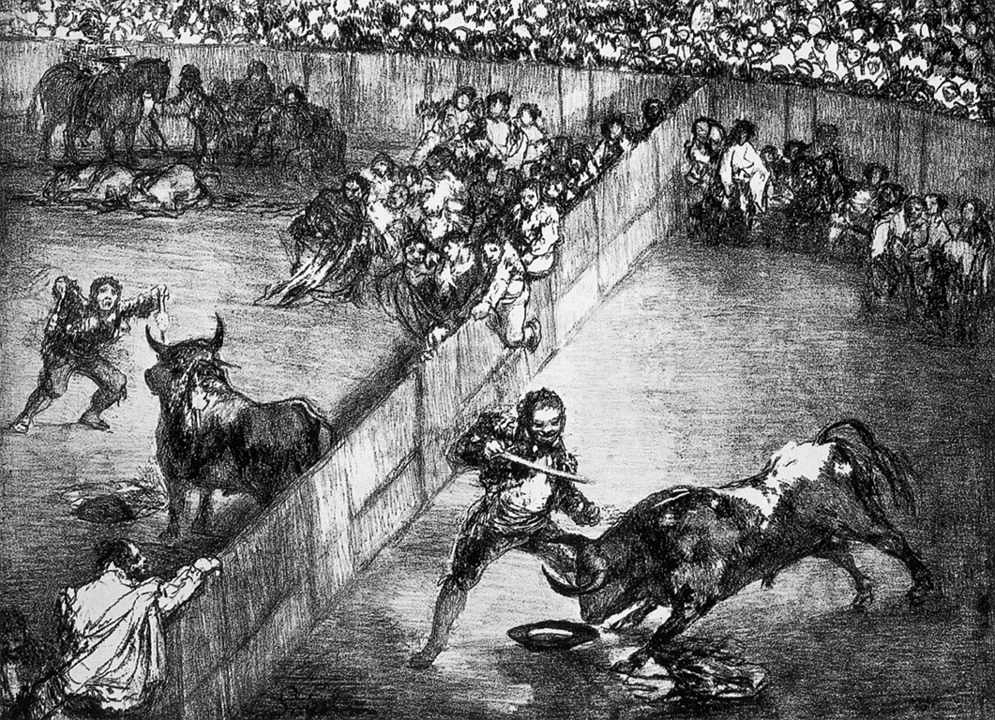
Przedzielona arena

Byki z Bordeaux (hiszp. Toros de Burdeos) – seria litografii wykonanych przez Francisca Goyę w latach 1824–1825 w czasie pobytu malarza w Bordeaux. Na czterech grafikach artysta przedstawił sceny z popularnych w Hiszpanii walk byków, które były jego pasją.

## Okoliczności powstania
Po ostatecznym powrocie Ferdynanda VII na tron i przywróceniu monarchii absolutnej w Hiszpanii zapanował terror i prześladowania profrancuskich kolaborantów oraz liberałów, z którymi sympatyzował Goya. W 1824 roku, w obawie przed represjami będący już w podeszłym wieku Goya opuścił kraj. Po krótkiej wizycie w Paryżu zamieszkał w Bordeaux. Skontaktował się z właścicielem warsztatu litograficznego o nazwisku Gaulon i postanowił nauczyć się tej nowo powstałej techniki. Litografia była łatwiejszą techniką w porównaniu do miedziorytu, który wcześniej stosował Goya. Brak efektu negatywu i łatwość nanoszenia poprawek pozwalały na większą spontaniczność i krótszy czas pracy. 

## Datowanie
Zachował się list Goi napisany 6 września 1825 roku do mieszkającego w Paryżu przyjaciela Joaquina Marii Ferrery, w którym wspomniane są Byki z Bordeaux. Malarz wysłał przyjacielowi jedną z litografii jednocześnie informując, że w sumie wykonał ich cztery i pytając o możliwość rozprowadzenia ich w Paryżu. Wiadomo zatem, że cała seria została ukończona przed datą napisania listu. W tym samym roku wykonano 100 odbitek, których egzemplarz obowiązkowy złożono we francuskiej Bibliotece Narodowej 17 i 29 listopada oraz 23 grudnia 1825 roku. Wybór tematu nie był trafiony, walki byków nie interesowały francuskich kolekcjonerów. Również w środowisku hiszpańskiej emigracji nie udało się ich sprzedać, gdyż większość przebywających na wygnaniu Hiszpanów pochodziła z oświeceniowej frakcji uważającej corridę za barbarzyński ludowy zwyczaj.

## Byki z Bordeaux

### Sławny Mariano Ceballos z Ameryki
Goya przedstawił postać znanego peruwiańskiego toreadora Mariana Ceballos, który pojawia się także na rycinach z serii Tauromachia (nr 23 i 24). Podobnie jak na rycinie nr 24, toreador wykonuje swoją sławną sztuczkę – jadąc na cielaku szarżuje na drugie zwierzę, które zamierza dźgnąć lancą. Publiczność to stłoczona masa ludzi otaczająca arenę w stylu współczesnego amerykańskiego rodeo.

### Rozwścieczony byk
Na tej litografii to byk, a nie toreador, znajduje się w centrum uwagi. Goya przedstawił typowy dla areny wypadek – byk ugodził toreadora rogiem. Zwierzę w brutalny sposób unosi niemal bezwładne ciało mężczyzny, podczas gdy jeden z dosiadających konia pikadorów na próżno próbuje go zaatakować. Inny picador zrzucony z konia również próbuje zadać cios bykowi. Ta scena przypomina wypadek toreadora Pepe-Hillo – temat, który Goya naszkicował do Tauromachii, jednak ostatecznie odrzucił. W tle widać rozmytą masę stłoczonych uciekających ludzi przeciskających się przez barierkę. 

### Hiszpańskie zabawy
Ta litografia przedstawia popularną wersję walki byków z udziałem cieląt (hiszp. capea). Przedstawieni w groteskowy sposób liczni widzowie otaczają arenę kołem. Pośrodku znajdują się przerażone i agresywne zwierzęta. Na pierwszym planie jeden z byków bodzie rogami upadającego mężczyznę i tratuje drugiego. Otaczający ich ludzie nie reagują na rozgrywającą się przed nimi tragedię, jedynie śmieją się w groteskowy sposób. 

### Przedzielona arena
Goya przedstawił dwie sceny rozgrywające się jednocześnie na przedzielonej barierką arenie. Po lewej stronie odbywa się banderilla – toreador wbija w skórę byka rodzaj kolorowych chorągiewek zakończonych harpunem. Po prawej stronie toreador przygotowuje się do zadania bykowi śmiertelnego ciosu bez pomocy płachty. Tłum widzów częściowo wdziera się na arenę.

## Analiza
Goya powrócił do tematu walk byków, nad którym już wcześniej pracował w serii rycin pt. Tauromachia. Tym razem przedstawił temat z perspektywy ludowej, sprawiając, że nie tylko toreador, ale także oglądający walkę ludzie stają się bohaterami rycin. Przedstawienie egzotycznych lokalnych zwyczajów jest zgodne z duchem romantyzmu.
Nowa technika opanowana przez Goyę pozwoliła mu pracować w szybszy i bardziej bezpośredni niż w przypadku Tauromachii sposób. Ponadto Byki z Bordeaux mają ekspresjonistyczny charakter – działania podejmowane przez pojedyncze postacie zlewają się z tworzącą tło bezwładną masą ludzi.